# أيام الهاء
أيام الهاء هي فترة تستخدم لضبط التاريخ بالإقحام في التقويم البهائي، يحتفل خلالها  البهائيون بعيد أيام الهاء. تقحم أربعة أو خمسة أيام ما بين آخر شهرين من التقويم (شهر الملك وشهر العلاء). يختلف طول أيام الهاء بحسب توقيت الاعتدال الربيعي الذي يليها، بحيث يبدأ العام المقبل يوم الاعتدال الربيعي.

## التاريخ
وضع علي محمد رضا الشيرازي (أو الباب)، مؤسس الديانة البابية، التقويم البديع في كتاب البيان الفارسي، حيث تتكون السنة من 19 شهر في كل منها 19 يوما، مع فترة إقحام لتعديل السنة لتكون شمسية. شكل إضافة ضبط التاريخ اختلافا جوهريا عن الإسلام، حيث حرم القرآن النسيء في التقويم الإسلامي. إلا أن الباب لم يحدد زمنا للإقحام. اعتمد حسين علي نوري (بهاء الله) الذي ادعى بأنه من تنبأ به الباب التقويم البديع في الكتاب الأقدس. وضع بهاء الله الأيام المقحمة قبل شهر الصيام (شهر العلاء)، وهو الشهر التاسع عشر والأخير من السنة،  وأسمى هذه الأيام «أيام الهاء». قبل عام 2015 (172 بهائي)، كانت أيام الهاء محددة من غروب الشمس يوم 25 فبراير إلى غروب الشمس في 1 مارس.

## الرمزية والاحتفالات
أسميت الأشهر التسعة عشر في التقويم البهائي نسبة إلى صفات الله. أطلق على أيام الهاء هذا الاسم نسبة إلى حرف الهاء.  تحيي أيام الهاء ذكرى تعالي الله على صفاته، فحرف الهاء يرمز لجوهر الله أو «هويته» في الكتابات البهائية المقدسة. كما أن حرف الهاء هو الحرف الخامس بحسب الترتيب الأبجدي، وأقصى عدد من الأيام في أيام الهاء هو خمسة.
يحث البهائيون خلال عيد أيام الهاء على الاحتفال بالله ووحدانيته، وذلك عن طريق إظهار الحب والزمالة والوحدة. وفي بعض الأحيان، يقوم البهائيون بإعطاء واستقبال الهدايا لإظهار هذه الصفات، إلا أن العديد من البهائيين يتبادلون الهدايا الصغيرة فقط لأن الهدايا ليست الهدف الرئيسي. أيام الهاء هي أيضا وقت للعطاء والأعمال الخيرية، حيث يشارك البهائيون في كثير من الأحيان بمشاريع ذات طابع إنساني.